# Cockenzie and Port Seton
Cockenzie and Port Seton ist eine Ortschaft in der schottischen Council Area East Lothian. Sie liegt im Westen der Region rund zehn Kilometer westlich von Haddington und 14 Kilometer östlich des Zentrums von Edinburgh am Südufer des Firth of Forth. Wenige hundert Meter westlich schließt sich Prestonpans und östlich Longniddry an. 

## Geschichte
Im 12. Jahrhundert gelangten die Ländereien von Seton und Winton (siehe Winton House) in den Besitz der Familie Seton (Clan Seton), die sich in der Folgezeit zu einer der einflussreichsten Familien Schottlands entwickelte. Wann genau sie am Standort ihre Seton Palace genannte Residenz erbauten, ist nicht überliefert. 1544 fiel das Bauwerk einem Brand zum Opfer, wurde jedoch restauriert. In Aufzeichnungen aus dem 16., 17. und 18. Jahrhundert wurde Seton Palace zu den prächtigsten Herrensitzen Schottlands gezählt. Zu den königlichen Gästen zählen Maria Stuart, Jakob VI. sowie Karl I. Im Jahre 1790 wurde der Palast abgebrochen. Im selben Jahr wurde am Standort der Bau des Herrenhauses Seton Castle nach einem Entwurf des bekannten schottischen Architekten Robert Adam begonnen.
Die Ortschaft besitzt den Status eines Burgh und setzt sich aus den früheren eigenständigen Gemeinden Cockenzie im Westen und Port Seton im Osten zusammen. In den vergangenen Jahrhunderten entwickelten sich die Ortschaften mit dem Fischfang und der Salzgewinnung. Im 17. Jahrhundert wurde ein befestigter Hafen eingerichtet. Um 1680 erbauten die Herren des nahegelegenen Winton House Cockenzie House. Es stand dem Hafenmeister und Leiter der Salzgewinnung zur Verfügung. Mitte des 18. Jahrhunderts erwarb die Glaserfamilie Cadell aus Haddington das Anwesen. Everard Im Thurn verbrachte dort seinen Lebensabend. Zugehörig sind Lagergebäude, die mit der Hanse und dem Hafen der Ortschaft in Verbindung stehen sollen.
Nachdem Fischerei und Salzgewinnung im Laufe des 19. Jahrhunderts zunehmend an Bedeutung verloren, steigerte sich die Anzahl der im Kohlebergbau beschäftigten Einwohner, einem Berufszweig, der bereits seit Jahrhunderten dort betrieben wurde. Möglicherweise wurde in einem Bergwerk nahe der Ortschaft der erste Vorläufer der Eisenbahn erstmals eingerichtet. So wurde dort 1722 eine hölzerne Spur erbaut, auf welcher die Kohle auf pferdegezogenen Wagen transportiert wurde. 1962 wurde in Cockenzie ein Kohlekraftwerk mit einer Leistung von 1200 MW eröffnet, in welchem die lokal geförderte Kohle verfeuert wurde. Die 152 m hohen Schlote der Anlage sind Landmarken. Im Frühjahr 2013 wurde die Anlage stillgelegt. Noch im selben Jahr wurde mit dem Abriss begonnen.
Obschon bis heute Fischfang und Bergbau in Cockenzie and Port Seton betrieben werden, hat sich die Ortschaft zunehmend zu einem touristischen Ziel entwickelt.

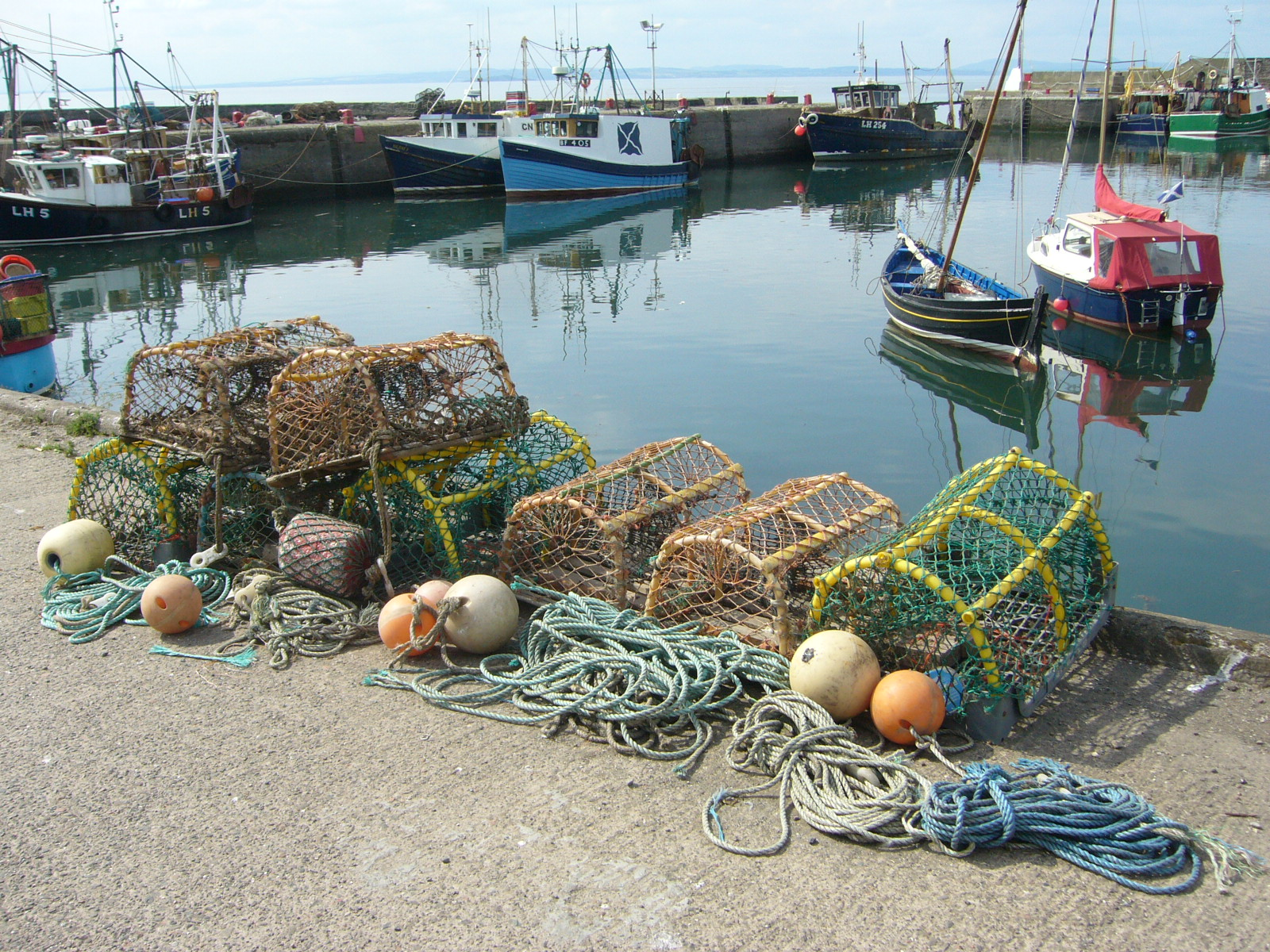
Hafen von Port Seton
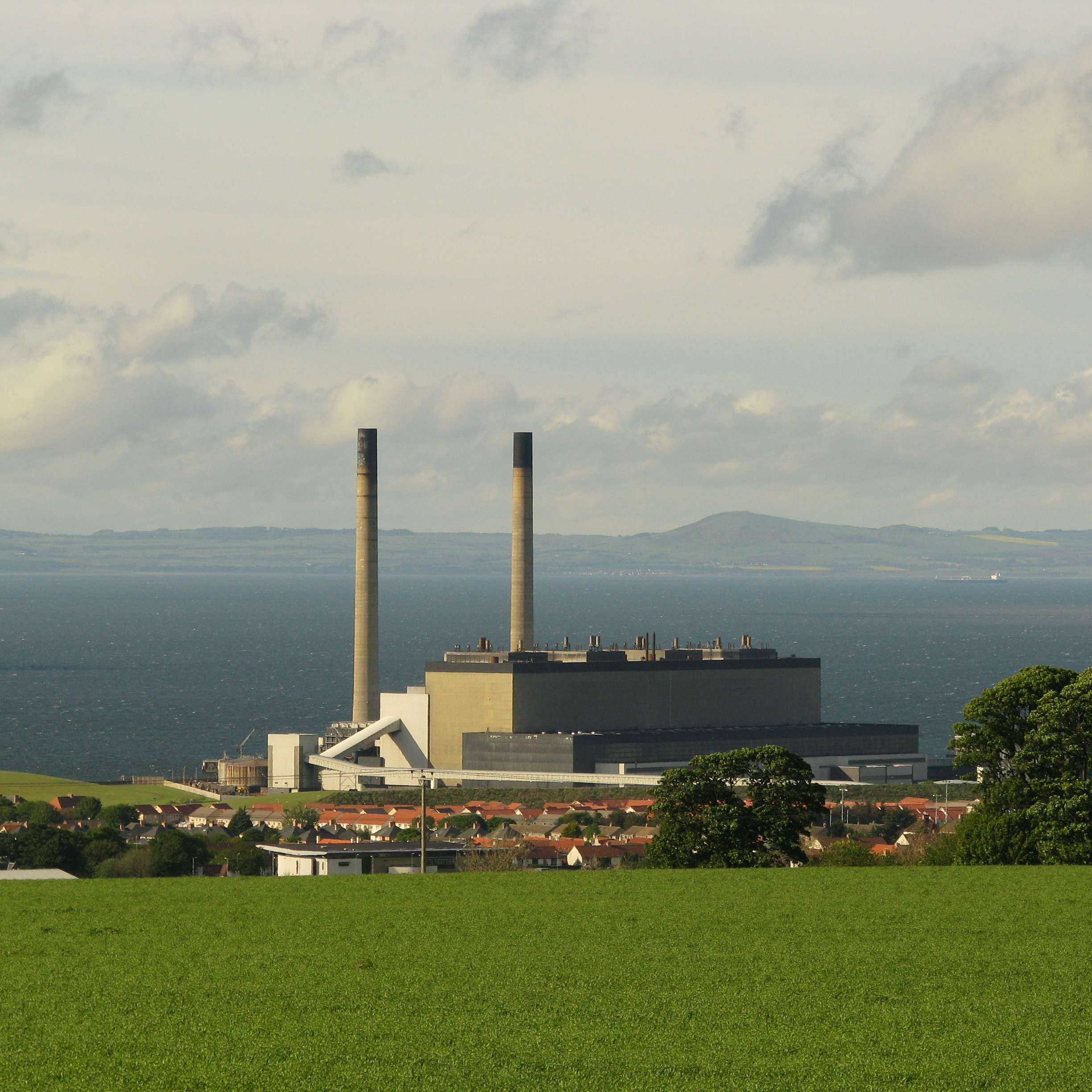
Kohlekraftwerk von Cockenzie
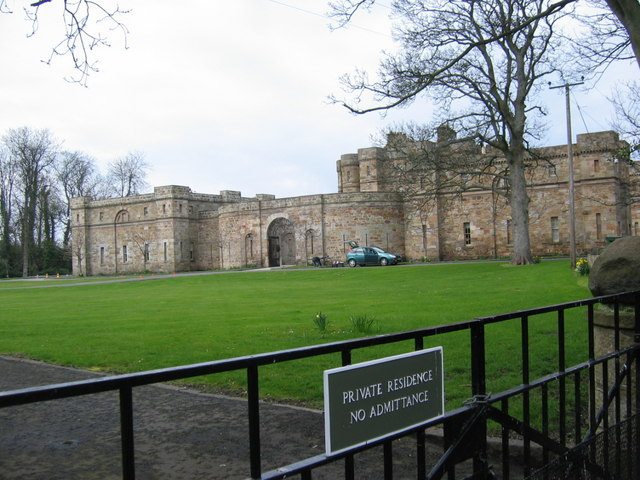
Seton Castle

## Verkehr
In Cockenzie and Port Seton mündet die B6371 in die B1348. Wenige hundert Meter südlich verlaufen die A1 und die A198. Die Ortschaft verfügt selbst über keinen Bahnanschluss, doch schloss die North British Railway die Ortschaften Longniddry und Prestonpans im 19. Jahrhundert über die heutige East Coast Main Line an das Fernverkehrsnetz an. Mit dem Flughafen Edinburgh befindet sich ein internationaler Verkehrsflughafen rund 24 km westlich.